# Perlsdorf
Perlsdorf là một đô thị thuộc huyện Feldbach trong bang Steiermark, nước Áo. Đô thị Perlsdorf có diện tích 5,62 km², dân số cuối năm 2005 là 299 người.